# 山吹町 (新宿区)
山吹町（やまぶきちょう）は、東京都新宿区の町名。「丁目」の設定のない単独町名である。住居表示未実施地域。

## 地理
新宿区の北東部に位置する。牛込地域に属し、旧町名の名残で牛込の名を冠して牛込山吹町とも呼ばれる。町域北部は、文京区関口一丁目に接する。東部は、改代町に接する。南部は、中里町・天神町・榎町にそれぞれ接する。西部は、早稲田鶴巻町に接する。町域東部には、隣の改代町の飛地が存在する。町域内を東西方向に早大通りが通っている。南北方向には江戸川橋通りが通っている。町域内は住宅地のほか、印刷・製本関連の事業所や商業施設が混在している。

## 世帯数と人口
2025年（令和7年）3月1日現在（新宿区発表）の世帯数と人口は以下の通りである。
- 世帯数 : 2,955世帯
- 人口 : 4,164人

### 人口の変遷
国勢調査による人口の推移。
| 年                 | 人口  |
| ------------------ | ----- |
| 1995年（平成7年）  | 2,650 |
| 2000年（平成12年） | 2,557 |
| 2005年（平成17年） | 2,440 |
| 2010年（平成22年） | 3,201 |
| 2015年（平成27年） | 3,151 |
| 2020年（令和2年）  | 4,119 |

### 世帯数の変遷
国勢調査による世帯数の推移。
| 年                 | 世帯数 |
| ------------------ | ------ |
| 1995年（平成7年）  | 1,133  |
| 2000年（平成12年） | 1,242  |
| 2005年（平成17年） | 1,328  |
| 2010年（平成22年） | 2,108  |
| 2015年（平成27年） | 2,105  |
| 2020年（令和2年）  | 2,879  |

## 学区
区立小・中学校に通う場合、学区は以下の通りとなる（2018年8月時点）。
| 番地                                                             | 小学校               | 中学校                 |
| ---------------------------------------------------------------- | -------------------- | ---------------------- |
| 10～16番地 21番地 25番地81～131番地 277番地 291番地 331～366番地 | 新宿区立鶴巻小学校   | 新宿区立牛込第二中学校 |
| 4～8番地 258～270番地 293～318番地                               | 新宿区立江戸川小学校 | 新宿区立牛込第二中学校 |

## 交通
町域内に鉄道駅はないが、北部方面は、東京メトロ有楽町線・江戸川橋駅が、南部方面では東京メトロ東西線・神楽坂駅がそれぞれ利用可能な範囲にある。

## 事業所
2021年（令和3年）現在の経済センサス調査による事業所数と従業員数は以下の通りである。
- 事業所数 : 318事業所
- 従業員数 : 3,167人

### 事業者数の変遷
経済センサスによる事業所数の推移。
| 年                 | 事業者数 |
| ------------------ | -------- |
| 2016年（平成28年） | 363      |
| 2021年（令和3年）  | 318      |

### 従業員数の変遷
経済センサスによる従業員数の推移。
| 年                 | 従業員数 |
| ------------------ | -------- |
| 2016年（平成28年） | 3,114    |
| 2021年（令和3年）  | 3,167    |

## 施設
- 東京都立新宿山吹高等学校
- 駐日ニカラグア大使館
  - 在東京ニカラグア総領事館

### 廃止された施設
- 東京都立赤城台高等学校

## その他

### 日本郵便
- 郵便番号 : 162-0801[3]（集配局 : 牛込郵便局[15]）。